# ESAV Asterix
Eindhovense Studenten Atletiek Vereniging (E.S.A.V.) Asterix is een Nederlandse studentenatletiekvereniging, opgericht op 6 maart 1969 en gevestigd op sportpark De Hondsheuvels in Eindhoven. Asterix telt ongeveer 150 leden.

## Karakteristieken
Asterix richt zich zowel op de traditionele atletiek, waarbij zowel de technische onderdelen (zoals discuswerpen en hoogspringen) als ook de looponderdelen op de atletiekbaan worden afgewerkt.

## Symboliek
Het clublied We rennen en we springen stamt uit 2019, en werd geschreven op de melodie van 't Dondert en 't bliksemt van Guus Meeuwis.
Leden van de vereniging worden ook wel Galliërs genoemd, verwijzend naar de mensen die in het dorp van de Asterix & Obelix strips woonden.

## Geschiedenis

### 1968
In 1968 nam de TU/e atletiek op in haar sportprogramma. Jacques de Mooij (de eerste trainer) stuurt een enquête om te kijken of er belangstelling is voor een bijeenkomst. Een week later, op 14 november, bezoeken 48 atleten die vergadering, waarvan er 3 een voorlopig bestuur zullen vormen.

### 1969
Op 6 maart 1969 werd tijdens een grote vergadering besloten een vereniging op te richten met de naam Asterix. De trainingen zouden plaatsvinden op het Sportpark Aalsterweg. Later dat jaar sloot de nieuwe vereniging zich aan bij het zijn eerste NSK in Groningen. Op 6 april werd de eerste Asterix-activiteit georganiseerd: de Asterix cross. Later dat jaar werd ook de eerste Asterix vijfkamp gehouden.

### 1970
Het Asterix mannen team doet voor de eerste keer mee aan de nationale competitie wedstrijd. In mei verwelkomt Asterix de eerste 3 vrouwelijke leden. En na een jaar Perzische groene singlets was het in augustus 1970 tijd voor een nieuwe wedstrijd outfit. Paars!

### 1971
Asterix organiseert zelf op 18 en 19 september in Uden zijn eerste NSK: de tienkamp.

### 1973
Asterix reist naar Rome om de oude voorzitter van Asterix te bezoeken en deel te nemen aan de eerste internationale wedstrijd van Asterix. Ze gaan kansloos ten onder, maar krijgen wel een troostbeker, die nog te bewonderen is in de prijzenkast in het Studenten Sport Centrum. Ook was het de eerste deelname aan de Batavierenrace voor een Asterix team.

### 1974
Een jaar van pieken en dalen. Asterix wordt 2e in de Batavierenrace in pas de 2e deelname. Ook viert de vereniging zijn eerste Lustrum met een grote internationale Lustrumcross. Tegelijkertijd verlaten belangrijke oprichters en leden de vereniging. Het ledenaantal daalde enorm en Asterix had ongeveer 25 leden. Er waren gesprekken over het ontbinden van de vereniging. De algemene leden vergadering van 1974 is de eerste van vier crisis-ALV's die Asterix heeft gehad.

### 1975 & 1976
In december 1975 traden alle drie de bestuursleden af. Er konden geen opvolgers worden gevonden. In 1976 daalde het ledenaantal tot een dieptepunt van twintig leden. Theo Beelen hield de vereniging helemaal alleen draaiende. Met 3 nieuwe bestuursleden in 1976 is Asterix op weg terug om weer een gezonde vereniging te worden.

### 1978
Het eerste Asterix trainingsweekend is georganiseerd. Vanaf dit moment organiseert lid Kees Lepoeter er elk jaar twee.

### 1980
De eerste Jacques de Mooijprijs werd uitgereikt. De eerste Asterix-trainer neemt na 10 jaar afscheid. De prijs gaat naar een lid die iets bijzonders heeft gedaan op zowel organisatorisch als atletisch vlak.

### 1982
De eerste Asterix Dommelloop wordt georganiseerd op 26 april 1982. Verder debuteert Het Velletje in 1982 als het eerste clubblad van Asterix en organiseren ze voor de eerste keer het NSK Baan. Ze maakten gebruik van de baan in Veldhoven. Helaas was het evenement nat omdat het de hele dag regende.

### 1984
Asterix viert zijn 3e Lustrum. Het eerste Lustrumboek werd geïntroduceerd.

### 1985
De eerste Henk de Louw-prijs werd in 1985 uitgereikt aan de persoon die in dat jaar de meeste atletische vooruitgang boekte.

### 1986
Op 29 april 1986 verhuisde Asterix naar een nieuwe baan, vlak naast de TU/e. Sportpark de Hondsheuvels is tot op de dag van vandaag nog steeds de thuisbasis van Asterix.

### 1988
De introductiecommissie is in 1988 opgericht om de ledengroei te bevorderen. Het resultaat was dat er in het nieuwe jaar 15 nieuwe leden bijkwamen, de toevoeging mocht een succes genoemd worden en zou een terugkerende commissie zijn voor de komende jaren.

### 1989
Asterix viert 20-jarig bestaan. Ook zagen we dit jaar het damescompetitieteam voor het eerst in de promotie wedstrijd van de nationale competitie. Ze werden 12e.

### 1990
Annette Menheere schrijft het eerste Asterix-clublied op de melodie van “Big City”.

### 1991
De eerste Bas de Louw-prijs werd in 1991 uitgereikt aan de persoon die in dat jaar op techniekgebied de meeste vooruitgang boekte.

### 1992
Het eerste onofficiële Asterix dispuut werd opgericht: Saunix. Als men lid wil worden, moet er eerst een zeer koude dompelproef gedaan worden. Ook maakt Kees Lepoeter een toverdrank met uiteraard een redelijk alcoholpercentage. Aan het einde van ieder jaar wordt deze fles uitgereikt aan de persoon die het meest heeft getraind.

### 1993
De clubrecordlijst werd geïntroduceerd, de eerste half jaar ALV werd gehouden en het eerste NSK Cross wordt gehouden door Asterix in het bos van Waalre.

### 1994
Lustrum kon groots gevierd worden dankzij nieuwe sponsoring van de TU/e. In het clubblad verschijnen foto's van 25 jaar oud, waaruit blijkt dat de atletiektechniek duidelijk is verbeterd. In mei volgt een baanwedstrijd. Samen met Squadra en Isis wordt er een Beach Party georganiseerd in het zwembad.

### 1996
In september organiseerde Asterix voor het eerst de NSK Teams. De mannen behalen een schitterende eerste plaats op eigen bodem.

### 1997 & 1998
Op de ALV van 1997 werden plannen gepresenteerd voor de eerste officiële Asterix dispuut. Zij organiseren de nieuwe ledenactiviteit en het kerstdiner. Beide zijn een Asterix traditie geworden. Dit dispuut werd pas officieel opgericht in 1998 en kreeg de naam: AA (Asterix AIO’s).

### 1999
Asterix vierde zijn 30-jarig bestaan. Ook kreeg de interne competitie (IC) voor het eerst vorm in 1999. Deelnemers kunnen punten verzamelen door deel te nemen aan activiteiten, wedstrijden en uitdagingen.

### 2001
Asterix werd gemoderniseerd. Automatische incasso werd geïntroduceerd en het clubblad van Asterix werd via e-mail naar online verplaatst.

### 2002
De eerste Asterix baanwedstrijd werd georganiseerd. Er werd een nieuwe ledencommissie geïntroduceerd en maandelijkse borrels werden geïntroduceerd. Hier organiseert de vereniging, in de laatste week van de maand, een borrel bij haar sponsor op Stratumseind.

### 2003
Trainer Niek de Groot is begonnen als Asterix trainer en Asterix wedstrijd tenue short veranderd in zwart in plaats van wit.

### 2004
Het 7e Lustrum gevierd en Asterix krijgt zijn eerste mascotte genaamd "Masterix".

### 2006
Het bestuur introduceerde Zwijnfestijnen. Tijdens deze maandelijkse activiteit eet Asterix in de avonds samen en onderneemt een activiteit. Inmiddels is de naam veranderd in Dinner in de Canteen. Ook start trainer Ton van Hoesel als Asterix trainer.

### 2010
Asterix organiseert het NSK Meerkamp en zou dat daarna ook doen in 2011, 2012 en 2013. Ook is de eerste Asterix Beerchase georganiseerd en was het eerste jaar van de AAA. Voor de actieve leden van dat jaar wordt door het bestuur een leuke activiteit georganiseerd. Ieder jaar voegt het huidige bestuur een A in het thema van het bestuursjaar of activiteit toe aan de lijst.

### 2011
Op sportpark de Hondsheuvels is een nieuw pand klaar voor gebruik. Asterix beschikt nu over een eigen kantine, direct naast de baan, waar ook gebruik kan worden gemaakt van douches en aaneenschakelingsruimtes. De kantine wordt gedeeld met E.S.V.V. Pusphaira en maakt deel uit van het Atletiekcomplex Eindhoven. Ook werd de Asterix Facebook gelanceerd en Ruth van der Meijden werd vanuit Asterix de eerste Nederlandse kampioen op de 10.000m baan.

### 2012
Een gloednieuwe Asterix website werd gelanceerd en de Asterix infochannel werd gemaakt op Whatsapp, waar alle leden eenvoudig tegelijkertijd geïnformeerd kunnen worden.

### 2013
Voor het eerst in de geschiedenis van de Dommelloop wordt voor de 31e editie gebruik gemaakt van elektronische tijdwaarneming. Ook werden de Asterix singlets geüpdatet tot wat ze nu zijn en promoveert het herenteam van Asterix voor het eerst ooit naar de 2e divisie.

### 2014
Asterix viert haar 9e lustrumjaar. Er werd een broers- en zussendag gehouden, waar leden hun broers en zussen konden uitnodigen om mee te trainen. Ook is er een eerste Lustrum-bord aan de baan toegevoegd. Ook werd oude leden dispuut Archaix werd opgericht. Een minimale leeftijd van 25 jaar was vereist. En Asterix Youtube en Twitter werden gelanceerd.

### 2015
Na promotie in 2013 werd het herenteam van Asterix opnieuw gedegradeerd naar de 3e divisie en de eerste editie van de Ronde van Gallië wordt gehouden. Een race op Stratumseind waarbij bier drinken en hardlopen het hoofddoel is.

### 2016
Team Asterix pakt goud bij de NSK Teams. Deze overwinning resulteerde in de sportploeg van het jaar op het ESSF Sportgala. Ook was er een nieuw clubnummer op de sample van “Piano Man” en vond op 23 februari 2016 de eerste constitutieborrel (COBO) van Asterix plaats.

### 2017
Op 16 november 2017 is tijdens de wisselende ALV van het 49e bestuur het nieuwe vrouwendispuut BelleFleur opgericht. Om mee te doen moet je een actieve vrouw zijn bij Asterix en twee zelfgebakken taarten bezorgen. Deze taarten worden gedeeld met de vereniging op de BelleFleur Cakeparty. Ook behaalde bestuurslid Marissa Damink, brons op het NK 800m en werd tevens ESSF Sportvrouw van het jaar. Verder werd de Asterix Instagram werd gelanceerd en werd de Asterix sticker werd onderdeel van de promotiemiddelen van Asterix. In juni 2017 is een grote renovatie van de atletiekbaan gestart waar Asterix op trainde. Ondertussen traint Asterix bij Generaal Michaëlis in Best.

### 2018
De renovatie duurde langer dan verwacht en werd uiteindelijk in juni 2018 afgerond. Er was dit jaar een bronzen medaille voor Marissa Damink op het NK 800m en een Asterix team brak het wereldrecord op de 5000 meter bij de mannen in een tijd van 11:54, in estafettevorm. Het evenement werd georganiseerd door NGA. Ook werd de Asterix Beerchase een officieel NK en vind de eerste buitenlandse reis naar Stresa in Italië plaats. Er is een nationaal record voor het Asterix Distance Medley Relay team in Clubteams. En dispuut Archaix heeft de verbinding met Asterix verbroken en gaat individueel verder.

### 2019
Het 10e Lustrumjaar van Asterix, 50 jaar! Er werd een nieuw Asterix clublied geïntroduceerd. Deze keer gaat het over de sample van Guus Meeuwis zijn lied: “t’ dondert en het bliksemt”. Ook was er EK met teamNL voor lid Marissa Damink op de 800m en het Asterix herenteam promoveerde opnieuw naar de 2e divisie. Verder begon de woktraditie toen Galliërs na de woensdagtraining Tony's wok bezochten.

### 2020
Voormalig Asterix-lid en penningmeester van het 40e en 41e bestuur sloot zich opnieuw aan bij de vereniging, maar dit keer als sprinttrainer voor de technische groep. Ook organiseerde de vereniging in 2020 het NSK Cross op de Stratumse Heide. Als gevolg van de COVID-19 pandemie moesten we onze trainingen een beetje anders en eenzamer gedaan worden. De eerste virtuele Dommelloop werd georganiseerd en ook de 48e Batavierenrace was online. Later in het jaar organiseerde Asterix het NSK Teams en scoorden ze de meeste punten in zowel het heren- als het damesteam. Dit betekende dat ze het eerste NSK Teams wonnen op eigen bodem!

### 2021
De Dommelloop, NSK Ekiden en Batavierenrace van 2021 waren weer allemaal virtueel dit jaar. Het NSK Meerkamp was terug in Eindhoven nadat ze het voor het laatst organiseerden in 2013. Ook werden gepersonaliseerde hoodies van Asterix geïntroduceerd en stuurt Asterix voor het eerst een tweede herenteam naar de nationale competitie. Zij nemen deel aan de derde divisie. Het damesteam van Het Asterix promoveerde (net als de heren in 2019) naar de 2e divisie.

### 2022
Op 4 juli 2022 werd een nieuwe herendispuut opgericht, vernoemd naar God Toutatis. Hun ambitie om het snelste dispuut van Nederland te zijn, wordt gecombineerd met veel gezelschap en plezier. Ook werd op 6 maart 2022 werd de eerste editie van de Paarse Boscross gehouden en werd het team van de Universiteit Eindhoven werd tweede in de Batavierenrace. Er zijn nieuwe Instagram rubrieken geïntroduceerd: Tip van de week, prestatie van de maand en atleet van de maand. En tijdens het ESSF Sportgala werd Justine Fleming, sportvrouw van het jaar en het vrouwelijke competitieteam werd sportploeg van het jaar.

### 2023
De tweede editie van de Paarse Boscross werd in 2023 gecombineerd met de NSK Cross. Het evenement kende een recordaantal van 459 deelnemers en werd daarmee de grootste Kempische Cross Competitie-cross van het seizoen! Ook was dit het eerste jaar dat drones werden ingezet voor aftermovies en promovideo’s. Dit jaar werd Jens Peeters werd sportman van het jaar en de Batavierenrace ploeg van 2022 werd sportploeg van het jaar bij het jaarlijkse ESSF Sportgala. Ook treedt Wichard de Benis naast Ton van Hoesel toe tot de vereniging als tweede looptrainer. Verder werd het NSK Weg georganiseerd op de TU/e-campus, het tweede NSK van het jaar, en organiseerde herendispuut Toutatis de eerste officiële Eindhovense Beermile.

### 2024
Op 6 maart werd Asterix 55 jaar! Asterix organiseert samen met de Paarse Boscross de Brabants Kampioenschapscross. Ook komt het NSK Baan terug naar Eindhoven en pakt een nieuw deelnemersrecord (590 deelnemers) om er het grootste atletiek NSK ooit te worden. Het 5e evenement in 5 maanden dat Asterix organiseert, alle 120+ deelnemers! Verder is de Batavierenrace 2024 de grootste voor Asterix ooit met 4 teams aan de start. 

## Interne structuur
De vereniging wordt geleid door een drie- tot zeskoppig bestuur dat jaarlijks wisselt. De vereniging telt daarnaast drie disputen die voor extra activiteiten en binding zorgen.
Voor eigen leden organiseert Asterix twee grote wedstrijden: het jaarlijkse clubkampioenschap Asterix Pentathlon en de Asterix Cross. De pentathlon bestaat uit de 100 meter, verspringen, kogelstoten, speerwerpen en 1000 meter. De cross is een wedstrijd in veldlopen, die plaats vindt in het Eckartse Bos, achter de Karpendonkse plas.

## Externe structuur
Asterix is aangesloten bij de Atletiekunie, de Nederlandse Studenten Atletiek Federatie (N.S.A.F) ZeuS en bij de Eindhovense Studenten Sport Federatie (ESSF).
Asterix organiseert jaarlijks de Asterix Trackmeeting die deel uitmaakt van circuit 14 van de Atletiekunie. Ook organiseert Asterix jaarlijks de Dommelloop voor studenten en medewerkers van de TU Eindhoven en de Fontys Hogeschool op het terrein van de Technische Universiteit Eindhoven, en de Paarse Boscross in de bossen van Waalre, georganiseerd binnen de Kempische Cross Competitie.
Asterix neemt sinds 1973 deel aan de Batavierenrace, een jaarlijkse loopwedstrijd voor studententeams. In 2003 behaalde ‘Team Eindhoven’ hierbij de eerste plaats in het universiteitsklassement.

## Faciliteiten
Asterix maakt gebruik van atletiekcentrum Eef Kamerbeek, gelegen op sportpark ‘De Hondsheuvels’. De atletiekbaan is gedeeld met Eindhoven Atletiek en beschikt over een onlangs gerenoveerde ovale baan van 400 meter lang met 8 banen. Daarnaast zijn er paal-/hoogspringinstallaties, verspringbanen, een discuskooi, een kogelslingerkooi en een kogelslingerring. Naast de baan ligt de Karpedonkse Plas die gebruikt kan worden voor de cool down.
In het moderne atletiekcentrum beschikt Asterix over een kantine die gedeeld wordt met studentenvoetbalclub Pusphaira.
In het Studentensportcentrum aan de andere kant van de Onze Lieve Vrouwestraat zijn veel faciliteiten waar leden gebruik van kunnen maken. Daar zullen onder meer de fitnessruimte voor krachttraining en het zwembad voor hersteltraining worden gebruikt. Daarnaast is er spinningapparatuur, ergometers en vele andere apparatuur.

## Trainers

### Looptrainer - Ton van Hoesel (sinds 2006)
Ton (geboren in 1952) zijn reis met hardlopen begon op zevenjarige leeftijd toen hij een straatloop in de buurt won, georganiseerd door plaatselijke broeders. Nu, ruim tien keer ouder, heeft Ton hardlopen nog steeds hoog in het vaandel staan. Hij beschouwt het als een prachtige sport die zijn leven aanzienlijk heeft gevormd.
Op zijn zeventiende trad Ton in Tilburg in dienst bij Kunst en Kracht, het latere Attila. Hij bracht talloze uren door op de sintelbaan, legde vele kilometers af en nam deel aan talloze wedstrijden. Als veldloper heeft Ton een aantal mooie prestaties geleverd en zijn toewijding culmineerde in een indrukwekkende halve marathontijd van 1 uur en 6 minuten.
Ton's passie voor hardlopen reikte verder dan alleen zijn eigen prestaties. In Eindhoven werd hij uitgenodigd om trainer te worden bij PSV en later bij Eindhoven Atletiek. Zijn expertise en enthousiasme werden snel herkend, wat leidde tot een uitnodiging om te coachen bij Asterix. Samen met Luc Krotwaar was Ton medeoprichter van Running Team Eindhoven, waarbij hij samenwerkte met het studententeam en nauw samenwerkte met Niek de Groot.
De mogelijkheid om sporters te coachen en te begeleiden is voor Ton een bron van grote vreugde. Door de jaren heen heeft hij vele toegewijde en sympathieke atleten begeleid, wat heeft geresulteerd in talloze medailles en prestaties. Onder degenen die hij heeft gecoacht zijn bekende namen als Sifan Hassan, Ruth van der Meijden, Casper van der Putten, Marissa Damink en Luc Heesterbeek. De trots van Ton strekt zich echter uit tot iedere sporter die gewoon zijn uiterste best doet.
Het trainingsplezier van Ton blijft onverminderd groot, ongeacht de weersomstandigheden. Of het nu regen, winterkou of een andere uitdaging is, de kameraadschap en gedeelde liefde voor de sport houden hem gemotiveerd. Voor Ton ligt de ware essentie van sporten in het samen genieten, moe worden en deel uitmaken van een prachtige club. Deze elementen zijn volgens hem cruciaal in het leven van zowel studenten als atleten.
Terwijl Asterix zijn 55-jarig jubileum viert, kijkt Ton met trots en dankbaarheid terug op zijn bijdragen. Zijn reis, van een jonge jongen die een straatrace wint tot een gerespecteerde coach en mentor, weerspiegelt een levenslange toewijding aan hardlopen en aan het koesteren van een gemeenschap van gepassioneerde atleten. Zijn impact op de vereniging en onze leden is groot en zijn verhaal blijft nieuwe generaties hardlopers inspireren.

### Looptrainer - Wichard de Benis (sinds 2023)
Met een indrukwekkende 30 jaar wedstrijdervaring op zijn naam heeft Wichard de afgelopen tien jaar als Mila-trainer gewerkt bij Atletiekvereniging Generaal Michaëlis in Best, en nu bij Asterix. Voor Wichard is het trainen van Mila-lopers een boeiende uitdaging, omdat het altijd een race tegen de klok is en niet om de positie. Het dynamische karakter van racen op het circuit met precieze afstanden stelt hem in staat zijn atleten realtime begeleiding en ondersteuning te bieden.
Hoewel zijn passie in het lange afstandslopen ligt, heeft Wichard zich diep verdiept in de wereld van MiLa (middenlange afstand). Door jarenlange toegewijde training en scherpe observatie heeft hij een schat aan kennis en ervaring vergaard. Deze passie voor hardlopen gaat verder dan coaching; Ondanks dat hij niet in het bezit is van een huidige wedstrijdlicentie, vindt Wichard het nog steeds leuk om deel te nemen aan evenementen zoals de halve marathon in Eindhoven, waardoor hij fit blijft en zich jeugdig voelt.
De toewijding van Wichard aan zijn werk als trainer blijkt duidelijk uit zijn voortdurende professionele ontwikkeling. Hij heeft diverse trainersopleidingen gevolgd, waaronder recentelijk de certificering Basis Wandeltrainer 3. Zijn atletische reis wordt ook gekenmerkt door een vooraanstaande militaire dienst, waar hij verschillende medailles verdiende op militaire kampioenschappen en drie keer werd geselecteerd voor de Wereldbeker cross country voor militair personeel, die deelnam aan Den Haag, Florida, Abuja.
Naast zijn militaire onderscheidingen kan Wichard bogen op een buitengewoon record in het veldlopen, waarbij hij 16 keer Nederlands kampioen werd onder gemeenteambtenaren in verschillende categorieën en afstanden. Opmerkelijk genoeg behaalde hij op dezelfde dag zelfs overwinningen op twee verschillende afstanden met de ervaren lopers.
Vanaf zijn begindagen tot zijn voortdurende betrokkenheid bij de atletiek belichaamt Wichard de geest van een toegewijde atleet en coach. Zijn reis is er een van een meedogenloos streven naar uitmuntendheid, zowel voor hemzelf als voor de atleten die hij traint, waardoor hij een geliefd figuur is binnen de vereniging.

### Technische trainer - Niek de Groot (sinds 2003)
Niek de Groot is een steunpilaar van Asterix, bekend om zijn toewijding aan technische onderdelen en zijn levenslange passie voor sport. Sinds zijn vijfde is Niek nauw betrokken bij atletiek, een passie die is uitgegroeid tot een indrukwekkende carrière. Hij studeerde aan het CIOS in Sittard, waar hij zijn vaardigheden en kennis aanscherpte en uiteindelijk sportmanager in de atletiek werd. Zijn expertise reikt verder dan coaching, want hij heeft ook diverse succesvolle sportevenementen gecoördineerd en uitgebreide atletiekcursussen, trainingen en workshops ontwikkeld.
Twaalf jaar lang was Niek te vinden op Sportcentrum Papendal, waar hij zich verdiepte in de sportwereld, met als specialisaties trainingsgeven, sportpsychologie en sportmanagement. Zijn tijd op Papendal heeft hem voorzien van waardevolle inzichten, waardoor hij een expert is geworden in het helpen van atleten om hun volledige potentieel te bereiken.
De bijdragen van Niek aan de atletiekgemeenschap zijn veelzijdig. Hij heeft gediend als coach voor de nationale polsstokspringen- en hoogspringenteams en begeleidde atleten om uit te blinken op het hoogste niveau. Zijn coachingfilosofie benadrukt niet alleen individuele training, maar ook het belang van het bijdragen aan het succes van het team. Dit ethos vormde de inspiratie achter de "Niek de Groot Prijs", een jaarlijkse prijs die wordt uitgereikt aan de Asterix-atleet die tijdens de competitiewedstrijden de meeste punten scoort voor de club in één evenement. Deze prijs benadrukt de kernwaarden van toewijding en teamgeest die Niek belichaamt en inboezemt bij zijn atleten.
In oktober 2023 had Niek de eer om de eerste "Niek de Groot Prijs" uit te reiken aan Casper van de Putten, ter erkenning van een atleet die persoonlijke training combineert met een belangrijke bijdrage aan het succes van de club. Dit initiatief, aangestuurd door het 54e bestuur en Asterix-leden, onderstreept de unieke geest van de club, waar atleten elkaar steunen en prioriteit geven aan collectieve prestaties.

### Sprint trainer - Rik Hopmans (sinds 2020)
Rik, de jongste trainer bij Asterix, begon zijn atletische traject als rustige en timide loper op de Hondsheuvelsbaan in 2007 bij Asterix. Met een achtergrond van 18 jaar in het voetbal, waar hij gewend was twee helften van 45 minuten te rennen, leek atletiek een natuurlijke ontwikkeling. Ondanks zijn aanvankelijke voorkeur voor voetbal, wekten de gestructureerde trainingen onder leiding van Ton van Hoesel, gekoppeld aan de opwindende tempotrainingen, al snel de interesse van Rik. Tegelijkertijd werd hij geïnspireerd door de trainingen van Niek, waarbij de nadruk lag op het verbeteren van de snelheid van atleten.
Het plezier dat hij vond in de diverse trainingen en de begeleiding van beide trainers leidde er uiteindelijk toe dat Rik voorrang gaf aan atletiek. Hij raakte nauw betrokken bij de club, die destijds zo’n 40 leden telde, en vervulde een leidende rol met een bestuursjaar als penningmeester (in het 40e en 41e bestuur). Naast zijn persoonlijke prestaties op de tartanbaan heeft Rik uitgebreide kennis opgedaan over de tradities van de club, voorgaande lustrumjaren en de fijne kneepjes van training en leden.
Estafetteraces bleven zijn favoriet, maar hij haalde ook enorme voldoening uit het beheersen van specifieke evenementen. De technische uitdagingen en de kennis die hij opdeed, werden zeer waardevol voor hem en markeerden een belangrijke persoonlijke prestatie. Dit streven naar uitmuntendheid in de atletiek ging niet alleen over persoonlijke groei, maar ook over het bijdragen aan de club die hem zoveel had gegeven.
De transitie van Rik van atleet naar trainer weerspiegelt zijn voortdurende betrokkenheid bij Asterix. Tijdens zijn studententijd blonk hij niet alleen uit in sprint onderdelen, waarbij hij opmerkelijke records vestigde, maar was hij ook bestuurslid en beheerde hij de monetaire zaken van de club. Tot zijn dierbaarste herinneringen behoren talrijke estafettewedstrijden en zijn vier deelnames aan de Nederlandse kampioenschappen. Na zijn afstuderen bleef Rik bij Asterix, waar hij het speerwerpen onder de knie kreeg en zich voorbereidde om atletiektrainer te worden. Zijn toewijding leverde hem een clubrecord speerwerpen en erelid titel bij Asterix op.
Nu brengt Rik als trainer een schat aan ervaring en een diep begrip van de club met zich mee. Hij herkent de vreugde die voortkomt uit het ontdekken en uitblinken in de atletiek en weet wat er nodig is om een atleet zich op specifieke gebieden te laten ontwikkelen. Met passie voor de sport en de verschillende disciplines gelooft Rik dat individuele prestaties vanzelf voortkomen uit een oprechte liefde voor atletiek.
Rik's reis van beginnend atleet naar trainer getuigt van zijn toewijding en passie voor atletiek. Zijn verhaal inspireert nieuwe atleten en weerspiegelt de ondersteunende en verzorgende omgeving die Asterix blijft bieden.

## Nationale competitie
De landelijke competitie is een combinatie van competities waarbij verenigingen in teams strijden om de titel van beste team in hun categorie. Asterix heeft een team in de 2e divisie voor zowel heren als dames en een team in de 3e divisie voor heren.
| Ranglijst competitie | Ranglijst competitie | Ranglijst competitie | Ranglijst competitie | Ranglijst competitie | Ranglijst competitie | Ranglijst competitie | Ranglijst competitie | Ranglijst competitie | Ranglijst competitie | Ranglijst competitie | Ranglijst competitie | Ranglijst competitie |
|                      | Vrouwen team         | Vrouwen team         | Vrouwen team         | Vrouwen team         | Mannen team #1       | Mannen team #1       | Mannen team #1       | Mannen team #1       | Mannen team #2       | Mannen team #2       | Mannen team #2       | Mannen team #2       |
| Jaar                 | Divisie              | Landelijke ranking   | Poule ranking        | Punten               | Divisie              | Landelijke ranking   | Poule ranking        | Punten               | Divisie              | Landelijke ranking   | Poule ranking        | Punten               |
| -------------------- | -------------------- | -------------------- | -------------------- | -------------------- | -------------------- | -------------------- | -------------------- | -------------------- | -------------------- | -------------------- | -------------------- | -------------------- |
| 2014                 | 3                    | 50e                  | 10e                  | 15.599               | 2                    | 7e                   | 2e                   | 26.770               | 3                    | 52e                  | 7e                   | 15.957               |
| 2015                 | 3                    | 40e                  | 6e                   | 15.546               | 2                    | 19e                  | 7e                   | 24.601               | 3                    | 61e                  | 10e                  | 11.986               |
| 2016                 | 3                    | 50e                  | 11e                  | 13.114               | 2                    | 32e                  | 9e                   | 13.944               | 3                    | 59e                  | 12e                  | 9.720                |
| 2017                 | 3                    | 13e                  | 3e                   | 18.030               | 3                    | 18e                  | 2e                   | 18.867               | 3                    | 57e                  | 13e                  | 11.801               |
| 2018                 | 3                    | 61e                  | 11e                  | 7.759                | 3                    | 6e                   | 1e                   | 21.185               | 3                    | 61e                  | 14e                  | 11.580               |
| 2019                 | 3                    | 54e                  | 13e                  | 9.745                | 2                    | 19e                  | 7e                   | 22.321               | 3                    | 80e                  | 19e                  | 6.515                |
| 2020                 | 3                    | /                    | /                    | 0                    | 2                    | /                    | /                    | 0                    | 3                    | /                    | /                    | 0                    |
| 2021                 | 3                    | 4e                   | 2e                   | 6.344                | 2                    | 15e                  | 7e                   | 7.684*               | 3                    | 57e                  | 14e                  | 2.677*               |
| 2022                 | 2                    | 9e                   | 5e                   | 23.837               | 2                    | 7e                   | 3e                   | 24.681               | 3                    | 68e                  | 16e                  | 7.699                |
| 2023                 | 2                    | 27e                  | 8e                   | 20.097               | 2                    | 2e                   | 1e                   | 27.065               | 3                    | 53e                  | 14e                  | 13.325               |
| 2024                 | 2                    | 16e                  | 5e                   | 22.518               | 2                    | 20e                  | 7e                   | 23.478               | 3                    | 44e                  | 10e                  | 15.157               |

* 2021 had slechts één competitie wedstrijd door covid-19

## Bekende atleten
- Ruth van der Meijden
- Marissa Damink